# Perissogorgia viridis
Perissogorgia viridis is een zachte koraalsoort uit de familie Primnoidae. De koraalsoort komt uit het geslacht Perissogorgia. Perissogorgia viridis werd in 1989 voor het eerst wetenschappelijk beschreven door Bayer & Stefani. 